# Collegio di Harpenden and Berkhamsted
Harpenden and Berkhamsted è un collegio elettorale inglese situato nel Bedfordshire, nell'Est dell'Inghilterra, e rappresentato alla Camera dei Comuni del Parlamento del Regno Unito. Elegge un membro del Parlamento con il sistema first-past-the-post, ossia maggioritario a turno unico; l'attuale parlamentare è Victoria Collins dei Liberal Democratici, eletta nel 2024.

## Estensione
Il collegio è costituito dai seguenti ward:
- nel distretto di Dacorum: Aldbury and Wigginton; Ashridge; Berkhamsted Castle; Berkhamsted East; Berkhamsted West; Northchurch; Tring Central; Tring East; Tring West and Rural e Watling;
- nella città di St Albans: Harpenden East; Harpenden North; Harpenden South; Harpenden West; Redbourn; Sandridge e Wheathampstead.[1]

## Membri del Parlamento
| Elezione | Elezione | Deputato         | Partito |
| -------- | -------- | ---------------- | ------- |
|          | 2024     | Victoria Collins | Lib Dem |

## Elezioni

### Elezioni negli anni 2020
| Partito                    | Partito                                    | Candidato                  | Risultati 4 luglio 2024 | Risultati 4 luglio 2024 |
| Partito                    | Partito                                    | Candidato                  | Voti                    | %                       |
| -------------------------- | ------------------------------------------ | -------------------------- | ----------------------- | ----------------------- |
|                            | Lib Dem                                    | Victoria Collins           | 27 282                  | 50,21                   |
|                            | Conservatore                               | Nigel Gardner              | 16 574                  | 30,50                   |
|                            | Reform UK                                  | Saba Poursaeedi            | 4 245                   | 7,81                    |
|                            | Laburista                                  | Zara Layne                 | 4 061                   | 7,47                    |
|                            | Verdi                                      | Paul de Hoest              | 1 951                   | 3,59                    |
|                            | Social Democratico                         | Mark Patten                | 223                     | 0,41                    |
|                            |                                            |                            |                         |                         |
| Iscritti                   | Iscritti                                   | Iscritti                   | 72 242                  | 100,00                  |
| ↳ Votanti (% su iscritti)  | ↳ Votanti (% su iscritti)                  | ↳ Votanti (% su iscritti)  | 54 336                  | 75,21                   |
| ↳ Astenuti (% su iscritti) | ↳ Astenuti (% su iscritti)                 | ↳ Astenuti (% su iscritti) | 17 906                  | 24,79                   |
|                            |                                            |                            |                         |                         |
|                            | Esito: collegio a Lib Dem (nuovo collegio) |                            |                         |                         |